# Підривка (гірництво)
Підривка покрівлі (підошви) (рос. подрывка кровли (почвы), англ. ripping (roof ripping, floor ripping); нім. Hangendnachnahme f (Sohlennachnahme f) — виймання порід покрівлі (підошви) пласта корисної копалини (прохідницьким комбайном, відбійними молотками, шляхом буропідривних робіт) у межах контуру поперечного перерізу виробки, встановленого паспортом її проходження і кріплення.

## Коефіцієнт підривання бокових порід
Коефіцієнт підривання бокових порід — відношення величини площі породної частини вибою до загальної площі змішаного вибою.